# Muhammed Faris

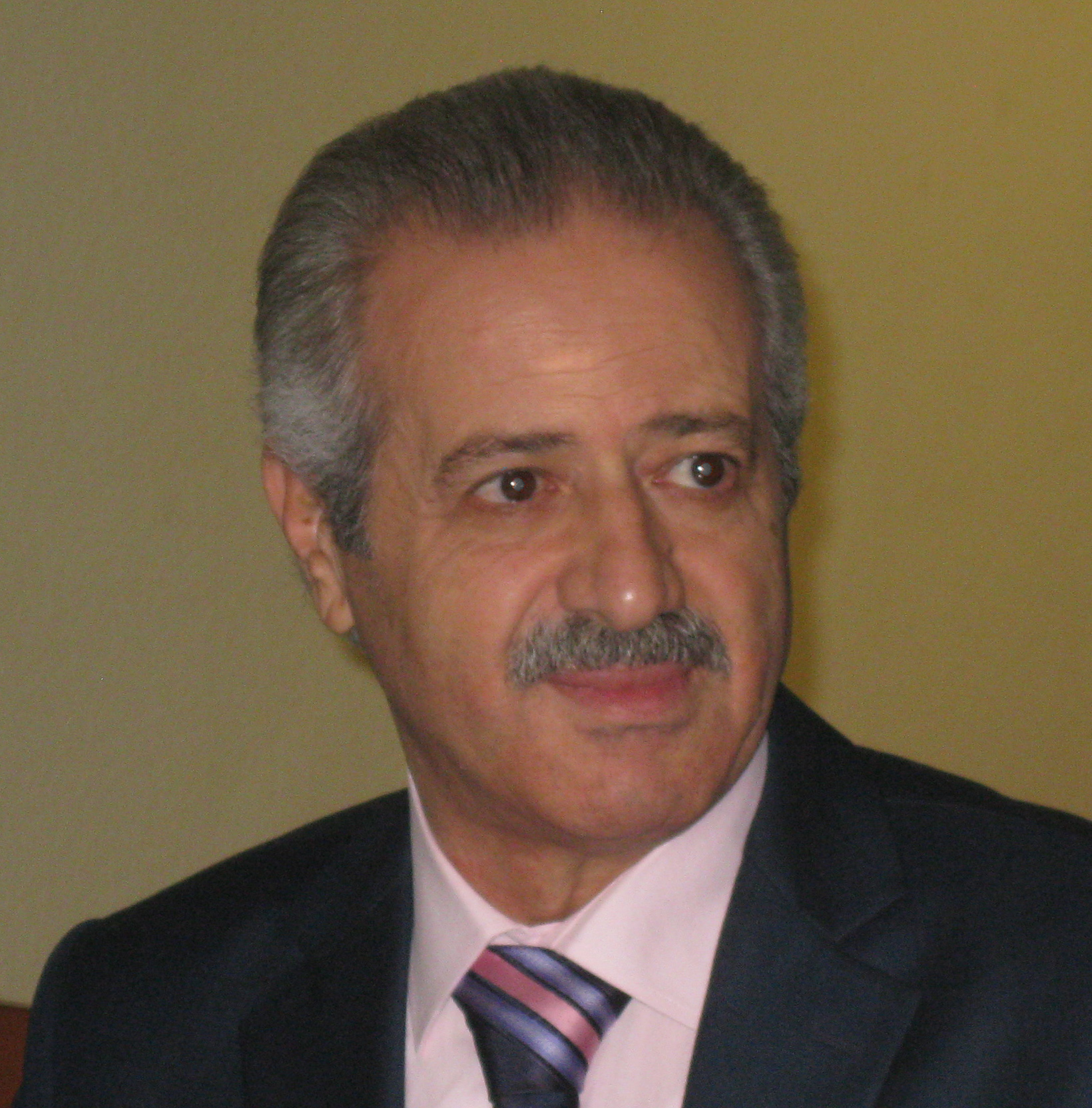
Muhammed Ahmed Faris

Muhammed Ahmed Faris (Arabisch: محمد أحمد فارس) (Aleppo, 26 mei 1951 – Gaziantep, 19 april 2024), was een Syrisch militair en ruimtevaarder.
Muhammed Faris studeerde in 1973 af als gevechtspiloot op de militaire luchtvaartschool van Aleppo. Hij maakte deel uit van de bemanning van de Sojoez TM-3, die op 22 juli 1987 werd gelanceerd. Hij verbleef vervolgens aan boord van het Sovjet-Russische permanente ruimtestation Mir. Na een week keerde hij terug naar de aarde in de capsule Sojoez TM-2, die op 30 juli 1987 de afgeloste Russische bemanning van de Mir naar huis bracht. Na de landing kreeg hij de Leninorde en werd hij benoemd tot held van de Sovjet-Unie. Daarna vervolgde hij zijn loopbaan bij de Syrische luchtmacht, waar hij opklom tot generaal. 
In augustus 2012, tijdens het beleg van zijn woonplaats Aleppo door regeringstroepen, vluchtte hij naar Turkije. Kort daarvoor had hij het hoofdkwartier van het Vrije Syrische Leger bezocht, waar hij zijn steun uitsprak voor de Opstand in Syrië.
Faris overleed op 19 april 2024 op 72-jarige leeftijd.